# Antocha scelesta
Antocha scelesta är en tvåvingeart som beskrevs av Alexander 1936. Antocha scelesta ingår i släktet Antocha och familjen småharkrankar. Inga underarter finns listade i Catalogue of Life.